# Eriksgatan, Åbo

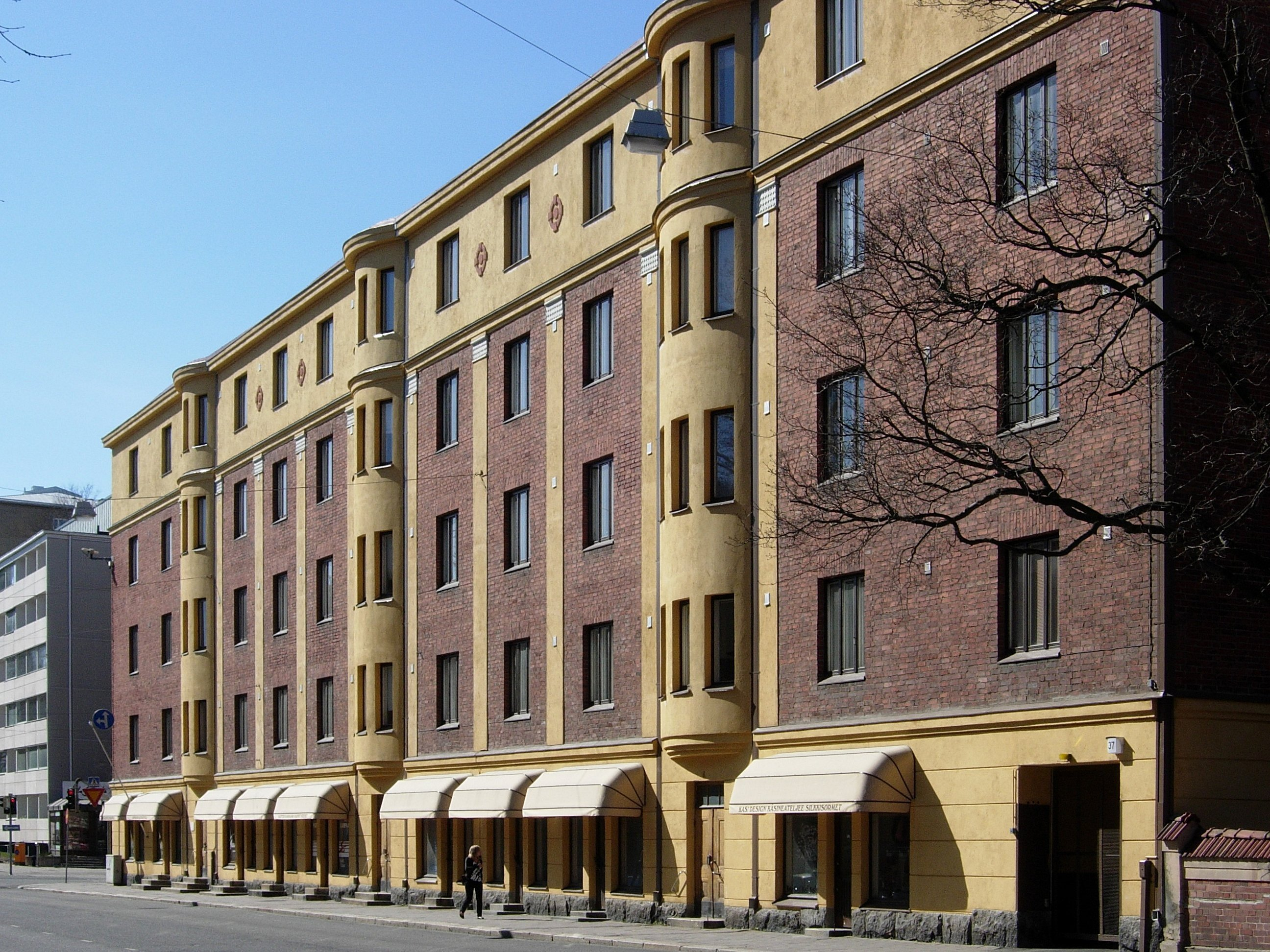
Eriksgatan 37

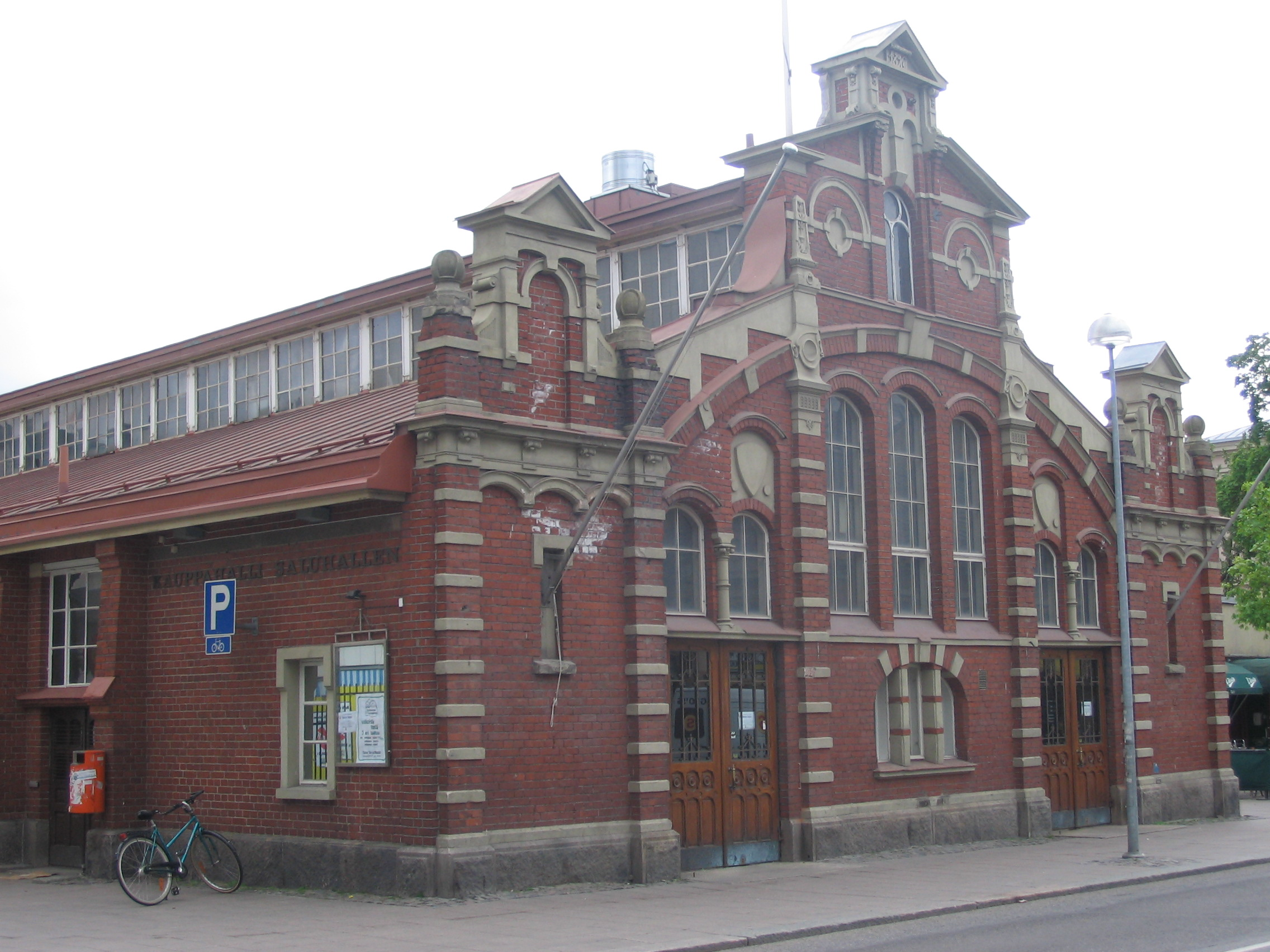
Saluhallen

Eriksgatan, fi. Eerikinkatu, är en gata i centrala Åbo. Gatan sträcker sig från Multavierugatan till Lasarettsgatan. Vid Salutorget är Eriksgatan tillåten endast för kollektivtrafik.

## Historia
Gatans ursprungliga namn är S:t Eriksgatan. Det nuvarande namnet kom i bruk officiellt år 1890. 

## Byggnader
- Varuhuset Sokos Wiklund
- Hansakvarteret
- Åbo saluhall
- Åbo brandstation
- Åbo polishus